# Серая ворона
Се́рая воро́на (лат. Corvus cornix) — вид птиц из рода во́ронов.
Иногда чёрную и серую ворону рассматривают как подвиды одного вида — в этом случае чёрную ворону называют Corvus corone corone, а серую — Corvus corone cornix.

## Внешний вид
Средняя длина — 50 сантиметров, масса тела 460—735 граммов, размах крыльев — до 1 метра.

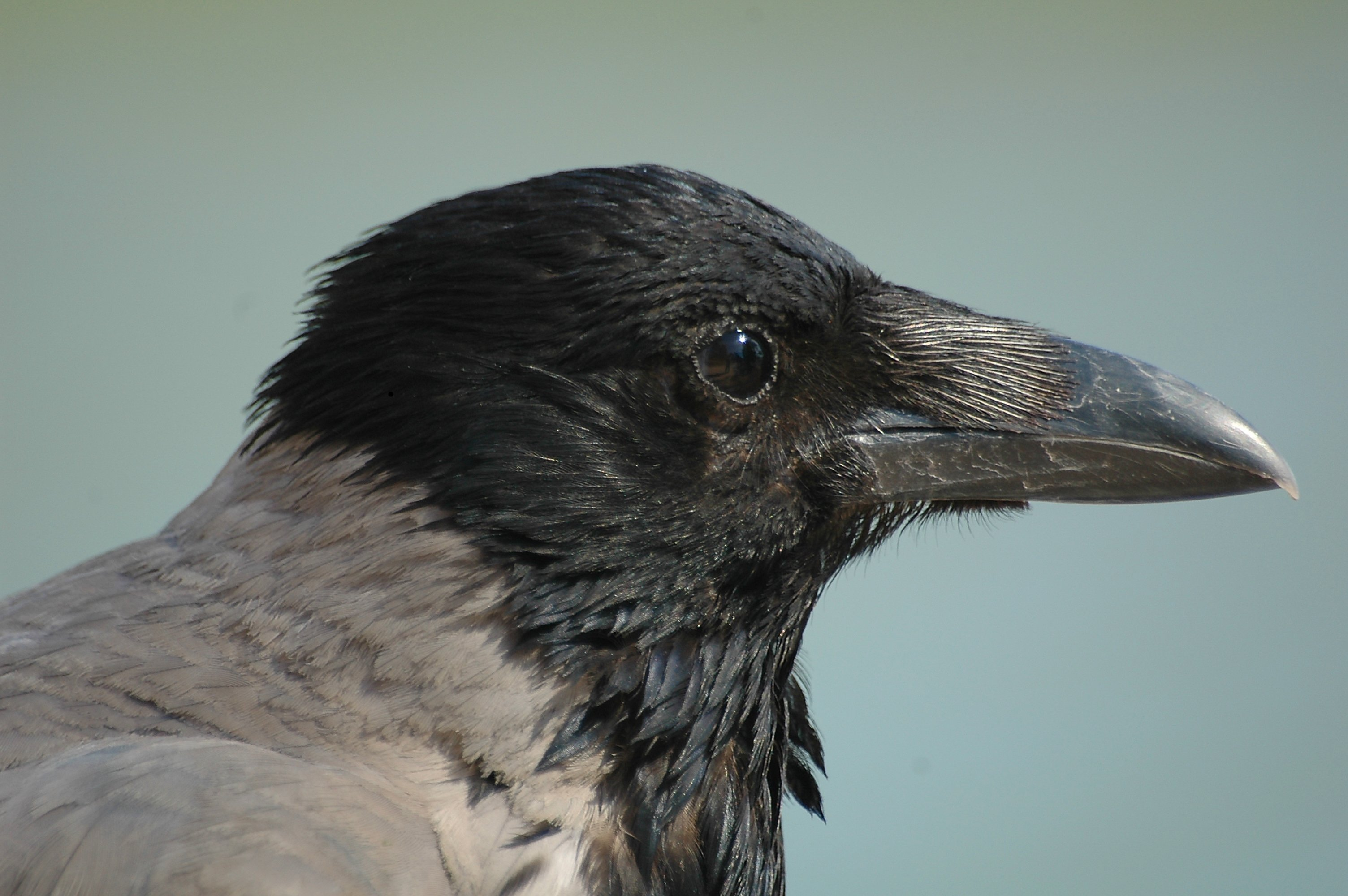
Голова серой вороны крупным планом

В среднем несколько крупнее грача, плотнее сложена, имеет более высокий и крепкий, изогнутый по коньку клюв, а также более широкие, тупые крылья (что особенно заметно в полёте). Туловище серое, голова, «манишка», крылья, хвост чёрные со слабым металлическим блеском. Радужка тёмная, клюв и ноги чёрные. Молодые птицы отличаются буроватым налётом, «мутными» (голубыми) глазами, розовой ротовой полостью.
Серый с чёрным окрас и похожие размеры также имеет блестящий ворон (которого в некоторых странах называют «индийская ворона»), однако между видами есть чёткое отличие в окрасе в распределении серых и чёрных перьев на голове. Собравшиеся в стаи блестящие во́роны могут представлять проблему для человека.
Голос — разные модификации карканья, наиболее частый сигнал — хриплое «карр» с закрытым звуком в конце. По земле передвигается широкими шагами, в случае опасности или при виде пищи начинает «скакать».

## Питание

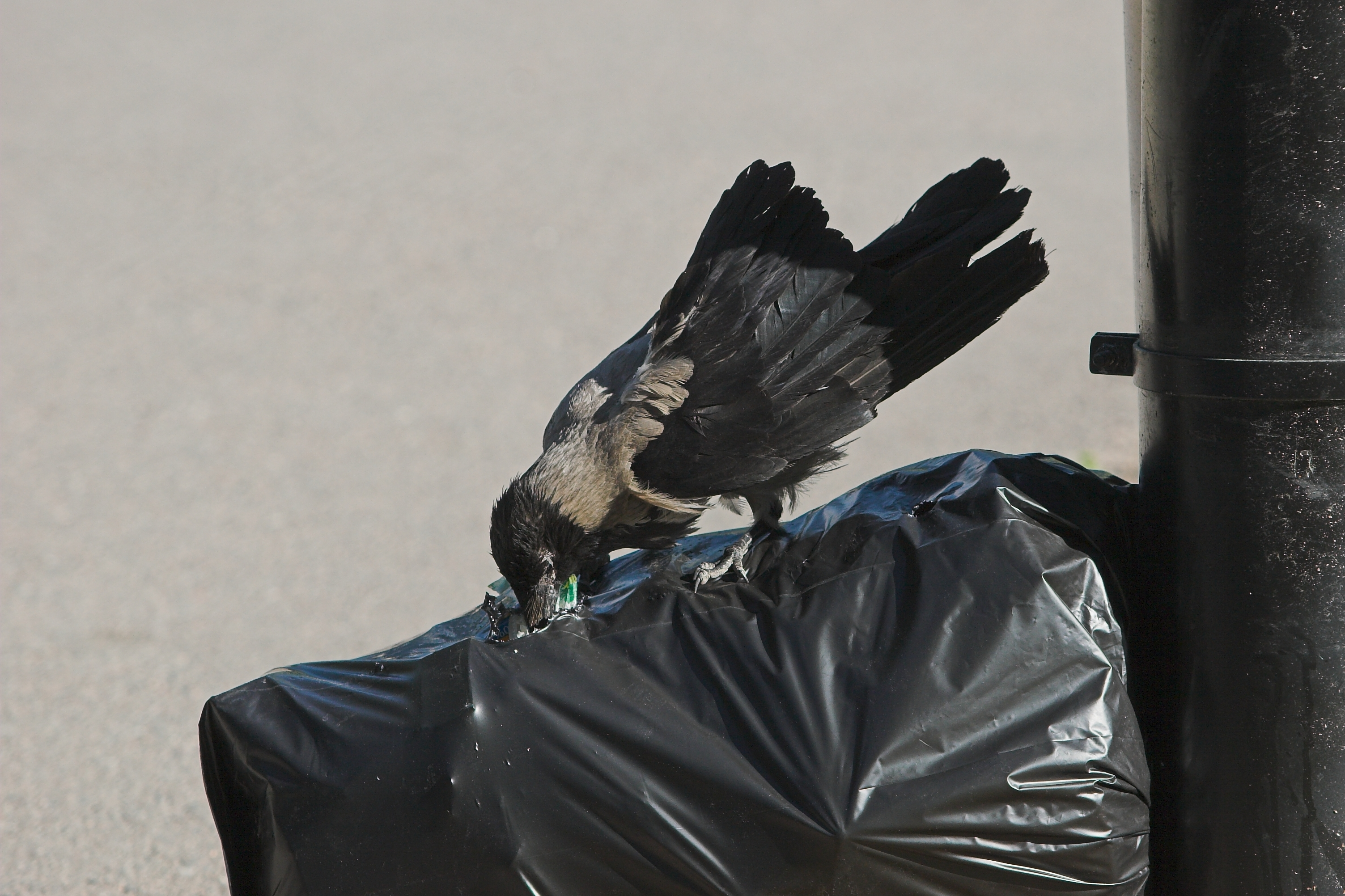
Ворона ковыряется в мусоре

Воро́ны — всеядные птицы, питаются насекомыми, грызунами и ящерицами, лягушками, яйцами и птенцами, рыбой; растительной пищей — семенами различных растений, как и самими растениями, а также пищевыми отбросами и падалью, что имеет большое значение для санитарии.
Также общеизвестны сообразительность ворон и их умение использовать предметы окружающей обстановки; например, если городской вороне попадается грецкий орех в скорлупе, она может бросить его на дорогу и подождать, когда автомобиль его раздавит, после чего спокойно съедает. Обычно вороны несколько раз бросают грецкий орех на асфальт с большой высоты, пока он не расколется. Найденный кусок чёрствого хлеба размачивают в луже, прежде чем съесть, устраивают тайники с недоеденной пищей. Следят за другими животными, обитающими в городах: бродячими собаками, белками, затем воруют припасы из их тайников. Зимой в городах могут воровать пищу из вывешенных за окно сумок с продуктами, проклёвывая в них дырку.

## Размножение

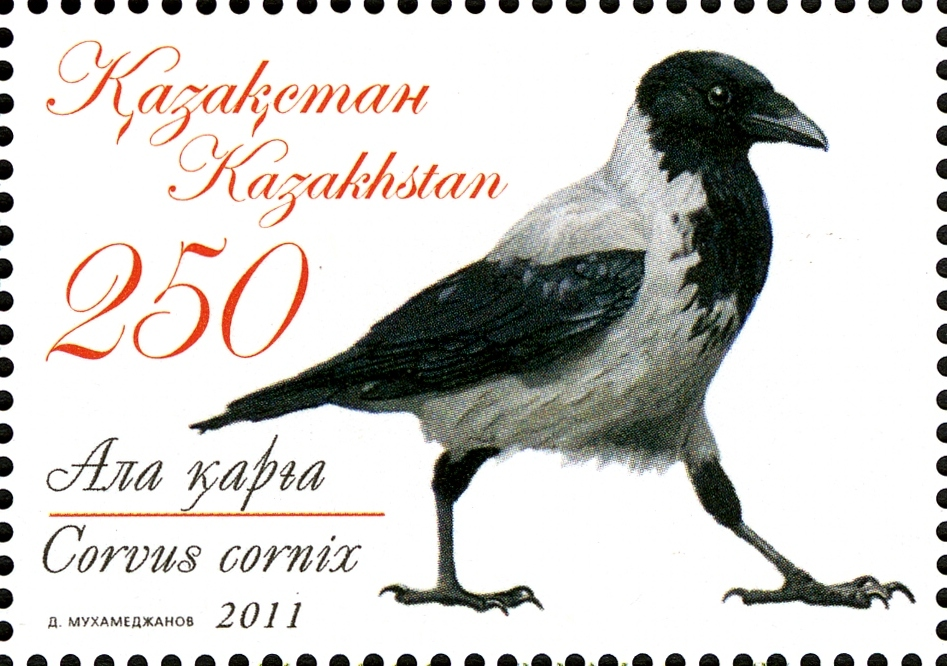
Серая ворона на почтовой марке Казахстана, 2011

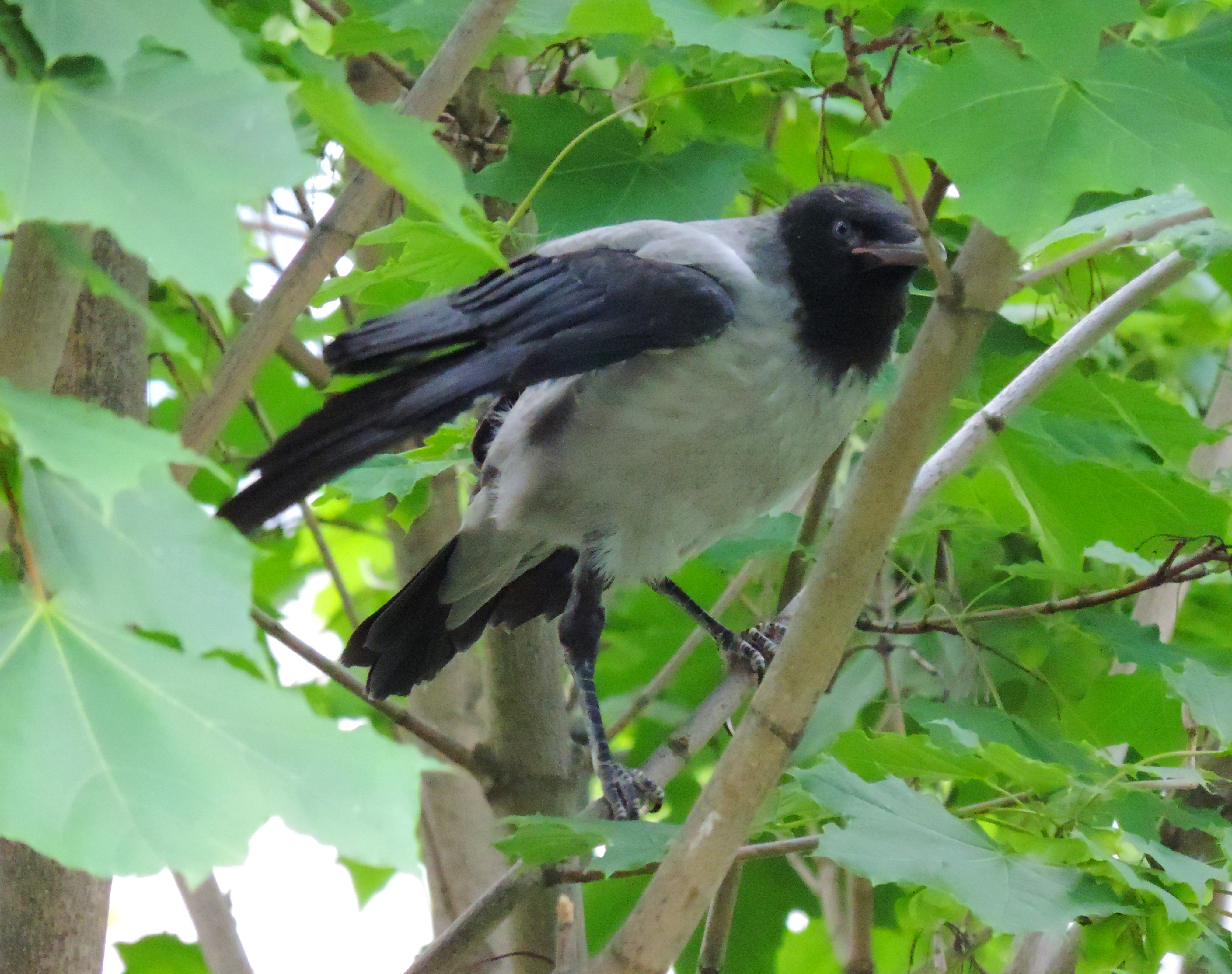
Воронята за 3 часа до вылета из гнезда

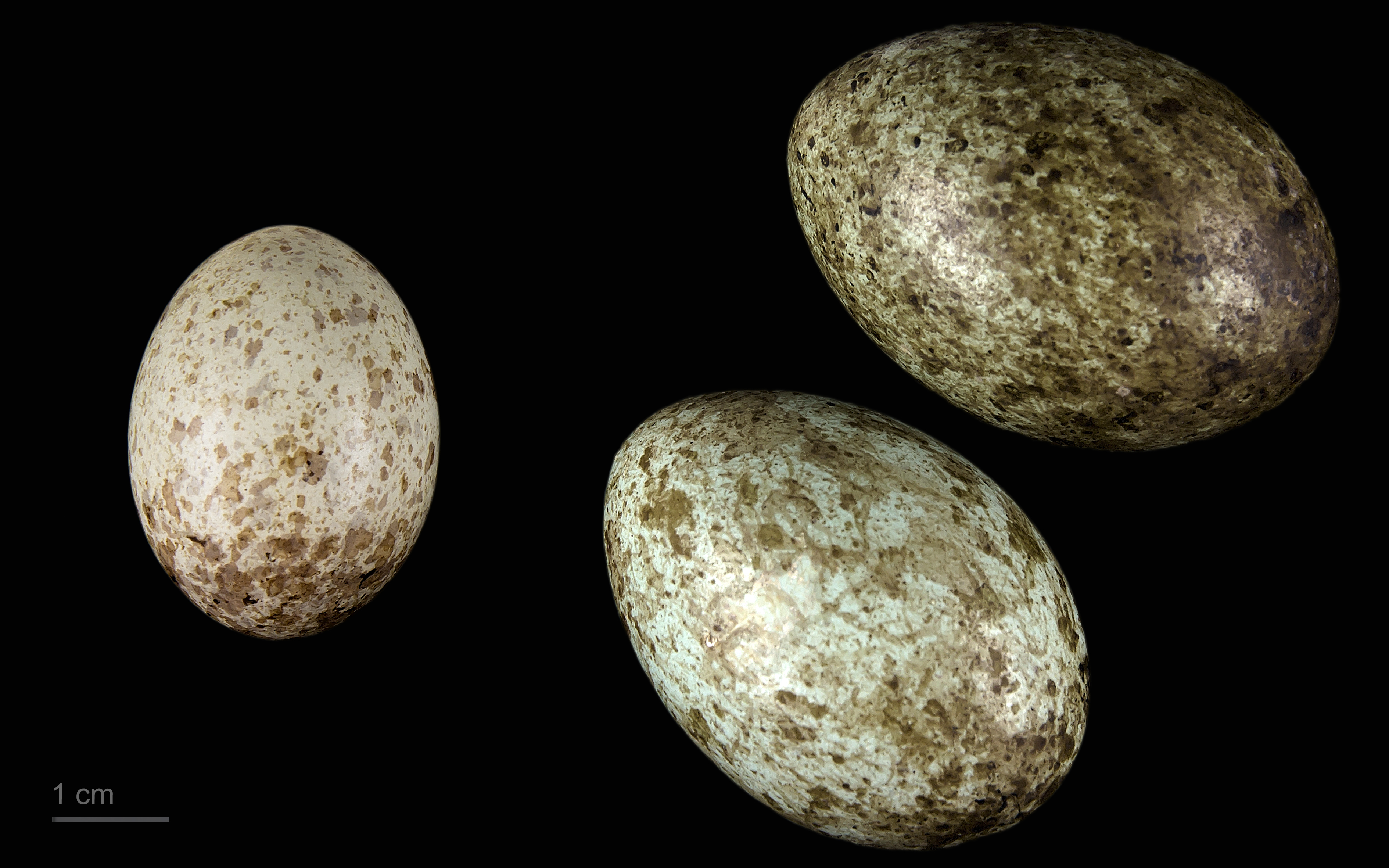
яйцо Clamator glandarius + Corvus cornix — Тулузский музеум

Сезону размножения предшествует ток с воздушными играми, погонями, кувырканьем в воздухе. Новое гнездо партнёры строят каждый сезон. Размер кладки, цвет яиц, сроки инкубации, выкармливания, распределение обязанностей между партнёрами — как у грача. Серая ворона начинает гнездиться в марте-апреле (в зависимости от климата). Гнезда устраивают в парках и скверах, в развилке толстых ветвей деревьев, опорах ЛЭП, подъёмных кранах, за водосточными трубами. Гнёзда строят из сухих веток или тростника, скреплённых глиной и дёрном, кроме того, нередко используют проволоку, выстилают гнездо перьями, травой, паклей, ватой, тряпками, синтетикой. Возле гнезда ведёт себя осторожно и незаметно. Самка откладывает 4—6 голубовато-зелёных с тёмными крапинками яиц, в период с конца марта до мая. Насиживает их одна самка, в течение 18—19 суток, круглосуточно не покидая гнезда, самец кормит её в период насиживания. Через 25 дней вылупляются птенцы, кормят их оба родителя. Размеры яиц: (38-42) × (28-32) мм. Птенцы вылетают примерно в середине июня, ещё некоторое время держатся вместе с родителями, которые их подкармливают. В июле семейные стайки распадаются.
К осени вороны в больших количествах концентрируются вокруг свалок, помоек и других источников корма. Размножаются на 2—5-й год жизни. Максимальный точно известный возраст — 20 лет.

## Образ жизни
Ворона прекрасно различает и соответственно реагирует на просто прогуливающегося человека и на охотника с ружьём. Обычно вороны сторонятся человека, но запоминают лица тех, кто их подкармливает, и в дальнейшем могут близко подлетать к ним, следуя за ними. Также вороны способны проявлять смекалку, например, запоминать места спрятанной добычи, возвращаясь за ней по необходимости, или скидывать с большой высоты орехи.
Несмотря на небольшие размеры, вороны бесстрашно защищают своих птенцов. Если птенец выпадает из гнезда, лучше не пытаться взять его в руки — вороны сразу же начинают кричать, привлекая сородичей, собираются в большом количестве и атакуют незваного гостя, будь то кошка, собака или человек. Во время атаки стараются подлетать сзади, клевать в голову или глаза. Вороны запоминают обидчика и при следующем его появлении обязательно поднимут крик и шум.

## Ареал
Восточная Европа, Скандинавия, Малая Азия, территория России с запада до Енисея. Оседло-кочующий вид, полностью исчезает в зимний период только с северной периферии ареала. Один из наиболее синантропных представителей врановых, типичный обитатель городов. Существуют как полностью оседлые городские популяции, так и популяции, гнездящиеся в естественных ландшафтах, а также переходные. Многие особи, обитающие в лесах, сельской местности, проводят зиму в пригородах и городах.
На большей части ареала серая ворона — многочисленный вид. В последнее десятилетие в ряде крупных городов численность пошла на спад, но однозначной трактовки причин этого явления нет, возможно это действие механизмов внутренней регуляции чрезмерной численности популяций. Есть несколько версий возможных причин, основная — сокращение корма в городе из-за уменьшения числа свалок, открытых контейнеров с пищевыми отходами.

## Приручение
Вороны, пойманные птенцами, могут приручаться, но содержать их дома в клетке нежелательно, как для человека, так и для самой птицы, очень общительной и любопытной. Так как основной корм вороны — пища животного происхождения, их помёт издаёт сильный неприятный запах. Вороны, пойманные в дикой природе, являются падальщиками и имеют сопротивляемость огромному количеству инфекций. Их рекомендуется содержать лишь в просторных вольерах на открытом воздухе. Как и многие другие врановые, могут научиться подражать человеческой речи.

## Подвиды
Иногда выделяют общий вид — Corvus corone, который включает:
- Corvus corone cornix обыкновенная Серая ворона
- Corvus corone sharpii Восточная серая ворона
- Corvus corone corone обыкновенная Чёрная ворона
- Corvus corone orientalis Восточная чёрная ворона

- Corvus cornix cappella встречается в Месопотамии и Южном Ираке[14].